# Aziatische faraomier
De Aziatische faraomier (Monomorium floricola) is een mierensoort uit de onderfamilie knoopmieren (Myrmicinae). De wetenschappelijke naam van de soort is voor het eerst geldig gepubliceerd in 1851 door Jerdon.